# Ivan Nikčević
Ivan Nikčević (en serbe cyrillique : Иван Никчевић), né le 11 février 1981 à Nikšić, est un joueur de handball international serbe. Il joue au poste d'ailier gauche en équipe nationale de Serbie.

## Palmarès
- Championnat d'Europe
  -  Médaille d'argent Championnat d'Europe 2012,  Serbie